# Legio XVI Flavia Firma

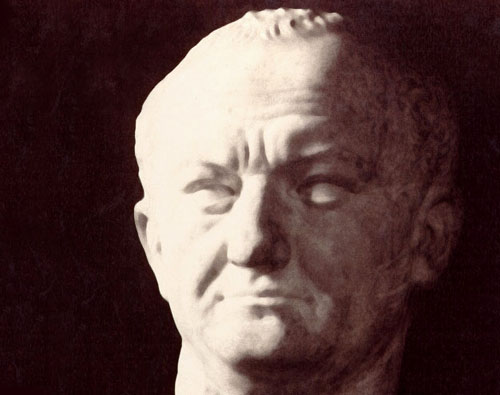
Kaiser Vespasian

Die Legio XVI Flavia Firma war eine Legion der römischen Armee, die von ca. 70 n. Chr. bis ins 5. Jahrhundert hinein Bestand hatte.

## Geschichte der Legion
Die Legion wurde im Jahr 70 n. Chr. von Kaiser Vespasian aufgestellt. Ihr Name kann als eine Art Hohn angesehen werden: Vespasian rekrutierte die Soldaten der neuen Einheit zum Großteil aus den Reihen der Legio XVI Gallica, die aufgrund ihrer Rolle im Bataveraufstand aufgelöst worden war – Flavia Firma bedeutet so viel wie „Die Zuverlässige Flavische“.
Das Wappentier der Flavia Firma war der Pegasus. In der älteren Forschung wurde oftmals ein Löwe als Emblem vermutet.
Gleich nach ihrer Gründung verlegte Vespasian die Legion nach Nahost, was wohl als eine Strafe für die zumeist aus Gallien stammenden Legionäre angesehen werden kann. Dennoch war das im Vergleich zu anderen möglichen Konsequenzen eine relativ milde Bestrafung. Um 75 n. Chr. wurden Vexillationen der Legio XVI Flavia Firma, Legio IIII Scythica, Legio III Gallica und der Legio VI Ferrata zu Kanal- und Brückenbauarbeiten bei Antiochia eingesetzt. Zu dieser Zeit hatte die Legion in Satala im nordöstlichen Kappadokien ihre Garnison. Über diese Zeit ist fast nichts bekannt; die Überlieferung setzt erst wieder mit den Feldzügen Trajans gegen die Parther (114–117) ein, bei denen die Flavia Firma beteiligt war. Der Aufmarsch von 17 Legionen bzw. Vexillationen bei Satala stellte eine gewaltige Streitmacht dar. Dann zog das Expeditionsheer nach Armenien, Mesopotamien und bis an den Persischen Golf.
Trajans Nachfolger Hadrian (117–138) löste die XVI in Satala durch die Legio XV Apollinaris ab und verlegte sie 117 nach Samosata an den Euphrat. Dort war die Lage ruhig, sodass die Legion neben der Überwachung der Straßen zu zivilen Arbeiten (z. B. Tunnelbauten) eingesetzt wurde und eine Vexillation zur Niederschlagung des Bar-Kochba-Aufstandes (132–135) entsenden konnte.
Bereits unter Antoninus Pius (138–161) erfolgte die Verlegung von Vexillationen der XVI Flavia Fidelis in das von den Parthern bedrohte Syrien nach Seleukia Pieria. Im Jahr 161 wurde eine Legion von Parthern aufgerieben. Im folgenden Partherkrieg des Lucius Verus (162–166) wurde die Flavia Firma erstmals seit einem halben Jahrhundert wieder im größeren Maßstab militärisch eingesetzt. Bei diesem Feldzug wurden große Teile Mesopotamiens erobert. Später nahm die Legion wohl an den Feldzügen von Septimius Severus (194 und 197–198) und Caracalla (216/217) teil, bei denen unter anderem die parthische Hauptstadt Ktesiphon erobert wurde. Während der severischen Dynastie scheint sich die Legion besonders bewährt zu haben, denn sie führte die ehrenden Beinamen Severiana und Pia Fidelis.

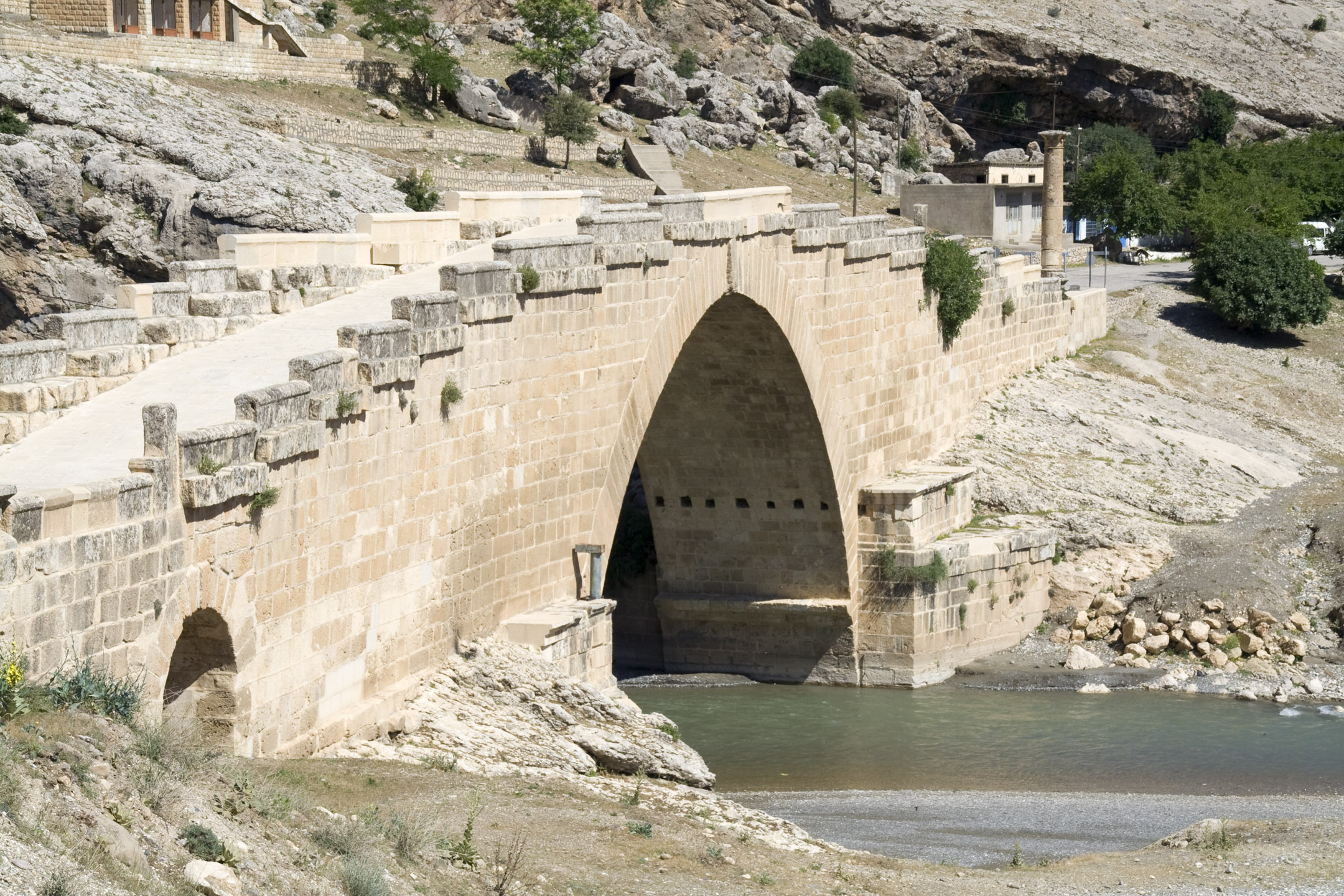
Severische Brücke über den Cendere Çayi

Seit etwa 200 erforderte die strategische Lage eine Neuverteilung der römischen Legionen im Nahen Osten: das Gebiet um den oberen Euphrat war kein gefährdetes Grenzgebiet mehr. Die dort stationierten Legionen, die Erste und Dritte Parthische Legion, wurden weiter nach Osten verlegt. Die Flavia Firma diente von nun an als Etappentruppe und betätigte sich baulich sehr viel; so ist z. B. eine unter dem Kommando des Legaten Lucius Marius Perpetuus von Soldaten der Sechzehnten erbaute Brücke über den Fluss Chanibas (Cendere Çayi) heute noch in Betrieb. Eine Vexillation aus Legionären der XVI Flaviae Firma und der Legio IIII Scythica war um 210 unter dem gemeinsamen Befehl des Centurio Antonius Valentinus in Dura Europos stationiert, wo sie ein Mithrasheiligtum instand setzte.
Im 3. Jahrhundert wurde die Legion von Samosata nach Sura verlegt. Möglicherweise erfolgte die Verlegung bereits unter Septimius Severus (193–211) oder erst nach der Zerstörung Samosatas durch Schapur I. im Jahr 260.
Es gilt als sicher, dass die Flavia Firma an den ab 230 geführten Sassanidenkriegen teilnahm. Im Verlauf dieser Kämpfe brach die römische Herrschaft über Mesopotamien zusammen. Der Tiefpunkt war erreicht, als Kaiser Valerian im Jahre 260 in sassanidische Gefangenschaft geriet. 267 wurde das unabhängige Königreich von Palmyra gegründet, das es schaffte, die Lage in Mesopotamien halbwegs zu stabilisieren. 272 gewann Aurelian wieder die kaiserliche Kontrolle über Palmyra und profitierte von dessen Erfolgen in der Region. Diokletian führte den Kampf gegen die Sassaniden fort und erreichte 298 einen Friedensvertrag. Es ist unmöglich, dass all diese Ereignisse an der Flavia Firma vorübergegangen sind. Genaueres konnte von den Historikern bis dato jedoch nicht eruiert werden.
Im frühen 5. Jahrhundert war die Legio sextadecima Flavia Firma noch immer in Sura stationiert und stand unter dem Oberbefehl des Dux Syriae et Eufratensis Syriae. Danach verlieren sich die Spuren dieser Legion.